# Teri Haddy
Teri Haddy es una actriz australiana, más conocida por haber interpretado a Rosie Prichard en la serie Home and Away.

## Carrera
En 2006 apareció como invitada en la serie juvenil H2O: Just Add Water, donde interpretó a Louise Chatham de joven.
El 30 de enero de 2013, se unió al elenco recurrente de la serie australiana Home and Away, donde interpretó a la joven estudiante Rosie Prichard hasta el 15 de julio de 2013.

## Filmografía

### Series de televisión
| Año  | Serie               | Personaje                   | Notas        |
| ---- | ------------------- | --------------------------- | ------------ |
| 2013 | Home and Away       | Rosie Prichard              | 34 episodios |
| 2006 | H2O: Just Add Water | Miss Louise Chatham (joven) | 2 episodios  |